# Prugasta konjska smrt
Prugasta konjska smrt ili Pegava sjajna devica Harris, 1782 (lat. Calopteryx splendens) je vrsta vodene device iz porodice Calopterygidae. Najčešća rečna vrsta, široko rasprostranjena u Evropi.

## Opis
Dužina tela varira od 45-48 mm, dok je dužina zadnjeg krila oko 30 mm. Predstavlja jednu od najvećih vrsta vodenih devica. Mužjaci su metalik plave boje sa tamno plavim trakama na krilima (same ćelije su smeđe boje, međutim vene su metalik plave). Obojenost krila uvek počinje nakon nodusa ali može dostići i sam vrh krila kod jedinki na jugu areala. Po izgledu je veoma slična vrsti Calopteryx virgo kod koje se obojenost krila javlja pre nodusa. U ekstremnim slučajevima obojenost krila može da odsustvuje, ali vene krila uvek ostaju metalik plave boje. S8-10 abdominalni segment mužjaka je bel do žut. Ženke su manje upadljive sa metalik zelenom bojom tela i venama krila. često se javlja i bela pseudostigma.

## Rasprostranjenje i stanište
Naseljava sve tipove otvorenih tekućih voda, a brojnost joj se smanjuje sa povećanjem nadmorske visine. Retko se viđa na visinama preko 1000 m.
Areal ove vrste se proteže od zapadne Evrope (istočno od Španije) do jezera Bajkal (Rusija) i severozapadne Kine. 
Ova vrsta je prisutna u sledećim državama: Albanija; Jermenija; Austrija; Azerbejdžan; Belorusija; Belgija; Bosna i Hercegovina; Bugarska; Hrvatska; Kipar; Češka; Danska; Estonija; Finska; Francuska; Gruzija; Nemačka; Grčka; Mađarska; Iran, Islamska Republika; Irak; Italija; Kazahstan; Latvija; Liban; Litvanija; Luksemburg; Severna Makedonija; Moldavija; Mongolija; Crna Gora; Holandija; Norveška; Poljska; Rumunija; Ruska Federacija; Srbija; Slovačka; Slovenija; Švedska; Švajcarska; Sirijska Arapska Republika; Tadžikistan; Turska; Turkmenistan; Ukrajina; Velika Britanija; Uzbekistan.

## Biologija
Mužjaci su često teritorijalni, međutim često se sreću u velikom broju na obalnoj vegetaciji sporotekućih reka. Udvaraju se ženkama otvarajući šireći krila. Ženke polažu jaja u emerznu ili flotantnu vegetaciju, a ponekad polažu jaja u delove biljke koji se nalaze u vodi. jaja se razvijaju u larve nakon 14 dana. Larve imaju duguljastu formu tela i duge noge. Uobičajen period razvića je oko dve godine. Prezimljavaju zakopane u blato i mulj.

## Životni ciklus
Ova vrsta ima hemimetabolno razviće. To znači da je njihov zivotni ciklus nepotpun, tačnije da iz njihovog ciklusa razvića izostaje stadijum lutke.  Kada larva dođe u poslednji stupanj razvića ona izlazi iz vode i iz nje se direktno izlazi odrasla jedinka. Košuljica koju ostavi za sobom od tog poslednjeg presvlačenja zove se egzuvija. Ženke polažu jaja u tkivo plutajućih ili potopljenih biljaka. Iz jaja se razvijaju larve koje su grabljivice i hrane se sitnijim vodenim beskičmenjacima. Larve su uglavnom aktivne noću kada love. Razviće larvi traje dve godine nakon čega dolazi do izleganja odrasle jedinke.

## Sezona letenja
Sezona letenja traje od maja do septembra.

## Галерија
- Nimfa
- Мужјак
- Парење
- Женка